# Bragi Boddason
Cet article concerne le scalde norvégien. Pour le dieu nordique de la poésie, voir Bragi.
Bragi Boddason ou Bragi Boddason l'Ancien (Bragi enn gamli Boddason) était un scalde du IXe siècle, probablement norvégien, le plus ancien scalde dont nous connaissons des textes.
Selon le Skáldatal, Bragi Boddason aurait servi les rois légendaires suédois, Eysteinn beli et Björn II at Hauge. Selon ces informations, Bragi aurait été adulte en 830 toutefois les sources islandaises (Landnámabók, Saga d'Egill, fils de Grímr le Chauve) suggèrent qu'il a vécu entre 835 et 900.
Son œuvre la plus célèbre est le poème Ragnarsdrápa conservé partiellement uniquement dans l'Edda en Prose (XIIIe siècle) de Snorri Sturluson. D'autres strophes attribuées à Bragi sont préservées dans divers textes.
Dès le Moyen Âge, Bragi Boddason était célébré comme le premier des scaldes, et il est possible qu'il fut divinisé en dieu de la poésie Bragi, seulement un siècle après sa mort.